# Bergö församling

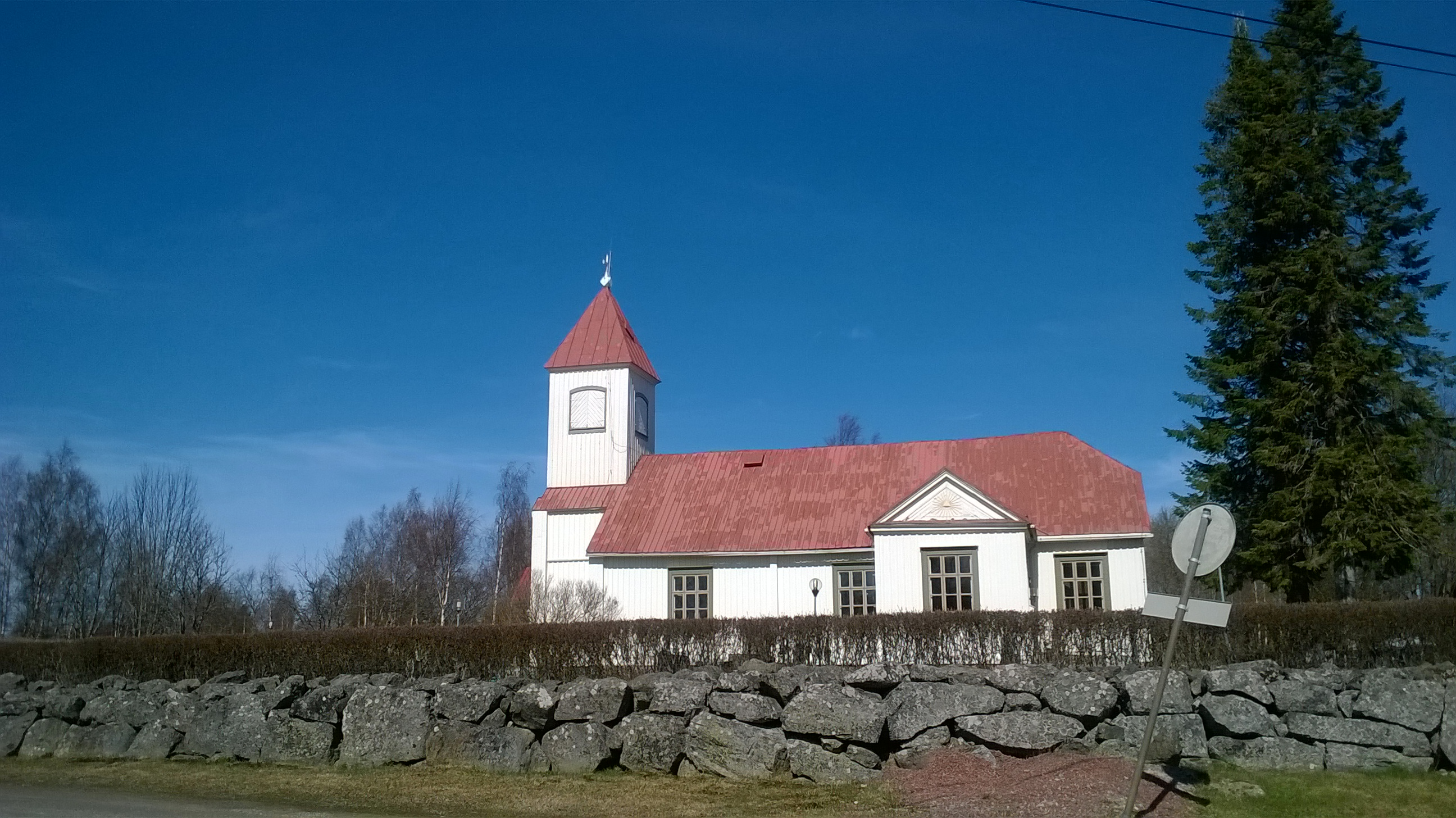
Bergö kyrka

Bergö församling är en församling i Korsholms prosteri inom Borgå stift i Evangelisk-lutherska kyrkan i Finland. Till församlingen hör 396 kyrkomedlemmar (08/2018) bosatta i tidigare Bergö kommun som uppgick i Malax 1973. Församlingen är den minsta inom Evangelisk-lutherska kyrkan i Finland.
Bergö kyrka uppfördes 1800-1802. 
Kyrkoherde i församlingen är Mats Björklund, som också är kyrkoherde i Petalax församling.